# Ратна краљица (стрип)
Ратна краљица је 7. епизода стрип серијала Кобра новосадског тандема Обрадовић-Керац објављен 1979. године.

## Кратак садржај
Заједно са два висока официра, Кобра лети у авио-таксију на снимање филма негде у јужном Амазону. Авион је прнуђен да слети због губитка горива. Наилазе на Долорес, познатију под именом Ратна краљица. Долоресини људи убијају официре и конфискују документе које је генерал Филба имао у актн-ташни. Долорес одлучује да убије и Кобру, али он јој се супротставља. Међутим, Долорес такође познаје борилачке вештине, те успева да савлада Кобру и одводи га као заробљеника у скровиште. 
Импресионирана његовим физичким и интелектуалним капацитетима, Долорес тражи од Кобре да ради за њу, наговештавајући му сексуалне односе. Кобра сазнаје да је Долорес заправо трговац оружјем која најпре ради на томе да завади државе и војске, а потом и једним и другима продаје оружје. Отуда је и добила надимак Ратна краљица.
Касније, Кобра упознаје Алвара де ла Фуега, саветника Долорес, који жели да оконча њену каријеру тако што ће командатну једне од зараћених војски показати инкриминшуће документе који доказују да Долорес ради за обе стране (одн. за државе Андизону и Естарику).
Након што је Алвар уручио документе генералу Валдезу, он наређује да се Долорес ухвати.
Остатак епизоде представља низ акционих сцена у којима се Долорес најпре сукобљава са Кобром по други пут, а потом успева да побегне од војске. Алвар на крају успева да је убије, али и сам завршава трагично.

## Значај епизоде
Ово је прва епизода Кобре у којој се у једној женској особи експлицитно спајају сексуална и физичка доминација. Од ове епизоде женски сексепил постаје стална имплицитна подтема Керчевих стрипова (Кобра, Кет Клоу, Велики Блек, Балкан Експрес.) 

## Основни подаци
Епизода је изашла у YU стрипу бр. 190/1 (који је тада још увек излазио као посебно издање ЕКС алманаха). Цена броја је била 10 динара. Епизода је имала 20 страна. Сценарио је написао Светозар Обрадовић, а нацртао је Бранислав Керац.
Епизода је репризирана у ЕКС алманаху бр. 526. који је изашао 15. септембра 1988. год.